# Proasellus granadensis
Proasellus granadensis és una espècie de crustaci isòpode pertanyent a la família dels asèl·lids.

## Hàbitat
És una espècie demersal.

## Distribució geogràfica
Es troba a Europa: la província de Granada (l'Estat espanyol).